# Devil's Breath
Devil's Breath è il terzo album studio della band hard rock/heavy metal Essenza, pubblicato nel 2009 per la BigMud Records L'album è stato registrato negli Essenza Studio di Spongano (Le), prodotto dal bassista della band Alessandro Rizzello.
Per la band, si tratta del primo album cantato in lingua inglese (i precedenti erano cantati in italiano), nonché il primo pubblicato per una etichetta indipendente.

## Tracce
1. Devil's Breath – 3:32 (Rizzello)
2. Deep into your eyes – 4:46 (Rizzello)
3. (Universe) in a box – 3:29 (Rizzello)
4. Edge of collapsed world – 3:35 (Rizzello)
5. Dance of liars – 5:19 (Rizzello)
6. Rock 'n' roll blood – 3:52 (Rizzello)
7. Fighting the wind – 4:32 (Rizzello)
8. Flying acrobats – 3:50 (Rizzello)

## Formazione
- Carlo Rizzello - voce e chitarra
- Alessandro Rizzello - basso
- Paolo Colazzo - batteria